# Unterer Herzogberg
Unterer Herzogberg ist ein Ort in der Weststeiermark sowie ein Ortsteil der Marktgemeinde Edelschrott im Bezirk Voitsberg in der Steiermark. Der Ort wird von der Statistik Austria nicht als abgegrenzter Ortsteil gelistet, findet sich aber auf vielen Karten.

## Lage und Geographie
Der Ortsteil Unterer Herzogberg liegt im nördlichen Teil der Marktgemeinde Edelschrott, im Norden der Katastralgemeinde Edelschrott. Die Grenzen des Ortes sind nicht genau definiert, aber als Unterer Herzogberg werden die an den nördlichen Hängen des Herzogberges und des Pfödlkogels, östlich des Packer Baches sowie südlich und westlich der Teigitsch gelegenen Häuser bezeichnet. Im Westen befindet sich die Streusiedlung Unterrohrbach sowie die Rotte Stampf. Der zu Edelschrott gehörende Ortsteil Oberer Kreuzberg liegt nordwestlich während der Ortsteil Mittlerer Kreuzberg nördlich liegt. Der Marktort Edelschrott sowie die Rotte Lukaseder liegen nordöstlich des Ortsteiles. Im Süden befinden sich die Streusiedlung Herzogberg und Mittlerer Herzogberg.
Im Norden verläuft die Packer Straße (B 70), die von Graz über die Pack nach Klagenfurt führt am Unteren Herzogberg vorbei.

## Geschichte
Die Geschichte des Unteren Herzogberges hängt direkt mit dem Ort Herzogberg zusammen. Der heutige Ort entstand zusammen mit dem Rest von Herzogberg im Hochmittelalter auf einem Rodungsgebiet und bestand ursprünglich aus Einzelhöfen mit Einödfluren.
In Folge der Theresianischen Reformen wurde der Ort dem Grazer Kreis unterstellt und nach dem Umbruch 1848 war er bis 1867 dem Amtsbezirk Voitsberg zugeteilt. Mit der Konstituierung der freien Gemeinden im Jahr 1850 kam der Ort zu der freien Ortsgemeinde Edelschrott.

## Wirtschaft und Infrastruktur
Wie auch der Rest von Herzogberg, so ist auch der Unterer Herzogberg land- und forstwirtschaftlich geprägt.
Nördlich des Unteren Herzogberges, am gegenüberliegenden Ufer der Teigitsch, verläuft die Packer Straße (B 70), die von Graz über die Pack nach Klagenfurt führt.